# 圣塞韦尔
圣塞韦尔（法語：Sainte-Sévère，法語發音：[sɛ̃t sevɛʁ]）是法国夏朗德省的一个市镇，属于干邑区。

## 地理
圣塞韦尔（45°45'10"N, 0°14'20"W）面积18.31 平方千米，位于法国新阿基坦大区夏朗德省，该省份为法国西部内陆省份，北起德塞夫勒省和维埃纳省，东临上维埃纳省，东南至多尔多涅省，南至多爾多涅省，西接滨海夏朗德省。
与圣塞韦尔接壤的市镇（或旧市镇、城区）包括：布雷维尔、乌莱特、雷帕尔萨克、巴朗、马克维尔、瓦勒德干邑。

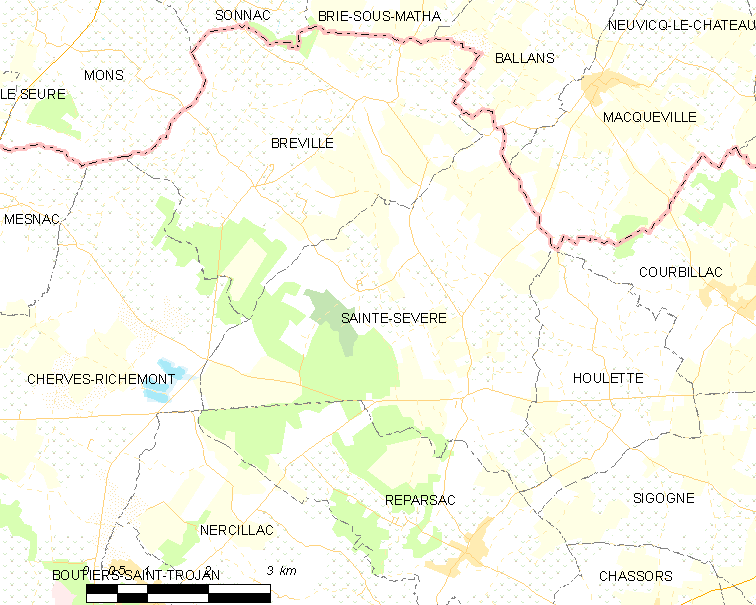
圣塞韦尔的OSM定位图

圣塞韦尔的时区为UTC+01:00、UTC+02:00（夏令时）。

## 行政
圣塞韦尔的邮政编码为16200，INSEE市镇编码为16349。

## 政治
圣塞韦尔所属的省级选区为雅纳克县。

## 人口

1962-2008年间圣塞韦尔人口变化图示

圣塞韦尔于2022年1月1日时的人口数量为509人。